# UNOMIG

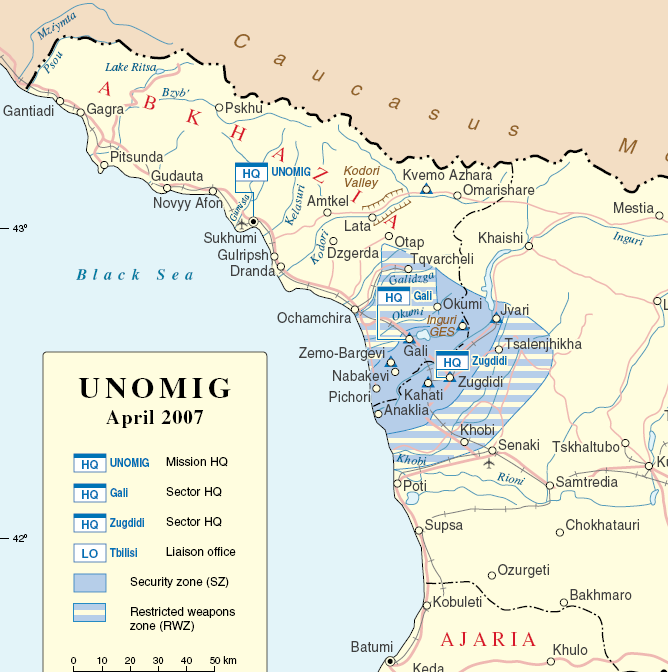
Zona di operazioni UNOMIG

La Missione degli osservatori delle Nazioni Unite in Georgia (UNOMIG dall'inglese United Nations Observer Mission in Georgia) fu creata dalla risoluzione numero 858 del Consiglio di sicurezza delle Nazioni Unite approvata il 24 agosto 1993 dopo l'accordo di pace firmato il 27 luglio 1993 tra la Georgia e i ribelli dell'Abcasia.
Il mandato degli 88 osservatori mandati nella regione era quello di monitorare il cessate-il-fuoco tra le parti e di riferire al segretario generale delle Nazioni Unite.
Il mandato però fu invalidato a causa di un conflitto a fuoco tra le parti nel settembre 1993, e il conflitto scoppiò nuovamente.
Fu dato allora il compito alla missione di verificare le responsabilità della rottura della tregua e raccogliere informazioni sulle forze in campo.
Nel maggio 1994 la Georgia e i ribelli firmarono l'accordo per il cessate il fuoco e il disarmo.
Il 27 giugno, con la risoluzione numero 937, il Consiglio di sicurezza autorizzò un incremento delle truppe (da 88 a 136) e il prolungamento della missione.
I compiti della nuova missione erano cambiati; non solo gli osservatori dovevano monitorare il rispetto del cessate il fuoco, ma dovevano anche controllare le operazioni del contingente di pace schierato dalla Comunità degli Stati Indipendenti.
Inoltre gli osservatori sostituirono le truppe Georgia nella valle di Kodori e poterono garantire il ritorno a casa dei profughi abkhazi.
L'11 dicembre fu stabilita a Tbilisi, capitale della Georgia, la creazione dell'Ufficio delle Nazioni Unite per il rispetto dei diritti umani in Abcasia con personale dell'OCSE e dell'UNHCR, la maggior parte dei quali dislocati nella cittadina abkhaza di Sukhumi.
Nel 2001 un elicottero dell'ONU venne abbattuto al confine della regione, gli occupanti del velivolo non sono mai stati ritrovati.
I responsabili dell'UNOMIG hanno protestato col governo georgiano chiedendo di poter riprendere il controllo della frontiera tra l'Abcasia e la Georgia.
Negli anni la missione ha contribuito al ripristino delle infrastrutture del paese e alla stabilizzazione democratica, tuttavia nella regione la criminalità rimane molto alta.
La missione è terminata nel giugno 2009, un anno dopo la seconda guerra in Ossezia del Sud per mancanza di consenso tra i membri del Consiglio di sicurezza dell'ONU (veto della Russia) sull'estensione del suo mandato.